# Kurikka
Kurikka es una ciudad finlandesa, situada en la región de Ostrobotnia del Sur. 

## Datos básicos
Cuenta con 14 568 habitantes y su término municipal tiene un área de 913,45 km², de los cuales 7,79 km² están cubiertos de agua. 

## Historia
Fue fundada en 1868 y consiguió los derechos de ciudad en 1977. 

## Economía local
Kurikka tiene varias empresas de industria.